# 50° compleanno di Adolf Hitler

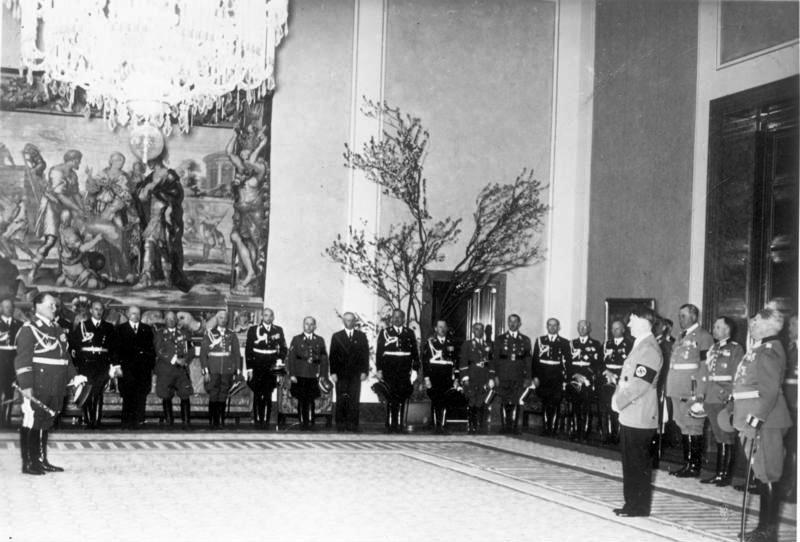
Alti ufficiali tedeschi che si congratulano con Hitler nel Reichskanzlei

Il 50º compleanno di Adolf Hitler fu celebrato il 20 aprile 1939 come una festa nazionale in tutta la Germania nazista. Joseph Goebbels, ministro della propaganda nazista, si occupò di organizzare i preparativi per le celebrazioni e le parate militari che avrebbero dovuto glorificare la figura del Führer. Diversi reparti militari, politici stranieri e cittadini comuni presero parte all'evento, con circa 80.000 presenze attive.

## Celebrazioni

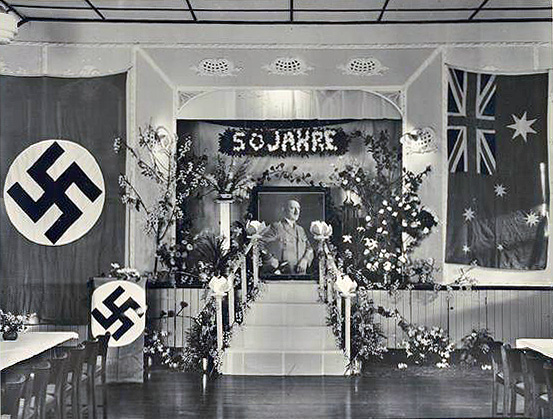
Festeggiamenti per il compleanno del Führer in un club tedesco in Australia

Il 18 aprile 1939, appena due giorni prima delle celebrazioni, il governo nazista annunciò che il compleanno di Adolf Hitler sarebbe stato una nuova festa nazionale. I festeggiamenti si svolsero in tutti i comuni e le città tedesche, compresa la Città Libera di Danzica. Lo storico britannico Ian Kershaw, esperto in materia nazista, notò come soprattutto a Berlino, sotto la diretta supervisione di Joseph Goebbels, le celebrazioni per il Führer assunsero degli aspetti megalomani: "A Berlino ci fu un sorprendente e stravagante culto del Führer. I sontuosi gesti di adulazione e servilismo superarono quelli di qualsiasi altro festeggiamento celebrato nella Germania nazista".

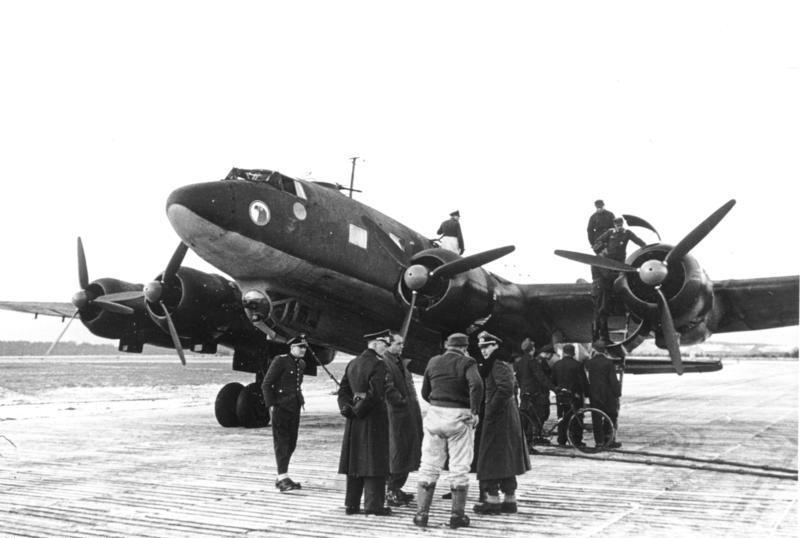
L'aereo personale di Hitler: un Focke-Wulf Fw 200 Condor

I festeggiamenti iniziarono ufficialmente durante il pomeriggio del 19 aprile, quando il Führer attraversò il nuovo Asse est-ovest, appena completato, a bordo del suo veicolo personale, che a sua volta era seguito da un corteo di cinquanta limousine bianche. Hitler tenne allora un breve discorso e poco dopo fu scortato presso la Nuova Cancelleria del Reich, dalla quale il Führer si affacciò da un balcone per osservare una piccola parata allestita da diverse organizzazioni naziste (fra cui la Gioventù hitleriana). Successivamente, a mezzanotte, i più stimati gerarchi nazisti si festeggiarono Hitler portandogli i primi doni, fra i quali c'erano delle porcellane di Meissen, alcuni dipinti ad olio, degli arazzi, delle monete rare, una piccola collezione di armi medievali e diversi kitsch.
Albert Speer, architetto personale del dittatore, regalò a quest'ultimo un modello in scala del gigantesco arco di trionfo previsto per la Welthauptstadt Germania, mentre Hans Baur, pilota personale del Führer, gli donò un piccolo modellino di un quadrimotore Focke-Wulf Fw 200 Condor che egli soprannominò l'Aereo Führer e che, durante la seconda guerra mondiale, sarà proprio il velivolo personale di Hitler.

## Parata militare
Per il suo compleanno, Hitler volle organizzare una grande parte parata militare, al fine di dimostrare al resto d'Europa le nuove capacità militari della Germania nazista. Alla parata, che durò più di quattro ore, parteciparono ben 12 compagnie della Luftwaffe, 12 della Heer, 12 della Kriegsmarine e infine 12 della Schutzstaffel. In totale, presero parte alla parata fra i 40.000 e i 50.000 soldati tedeschi, mentre ben 162 aerei militari sorvolarono Berlino. Alla cerimonia furono invitati 20.000 ospiti ufficiali e la parata fu seguita da diverse centinaia di migliaia di cittadini comuni. Durante l'evento, la Germania poté fare sfoggio dei sua nuova artiglieria motorizzata e dei nuovi strumenti utilizzati per la difesa aerea. La parata incominciò con un discorso di Joseph Goebbels, il quale esordì dicendo: "Il Reich sta all’ombra della spada tedesca. Il commercio, l’industria, la vita culturale e nazionale fioriscono grazie alle forze militari. Il nome di Hitler è il nostro programma politico! Immaginazione e realismo si mescolano al Führer armoniosamente!"

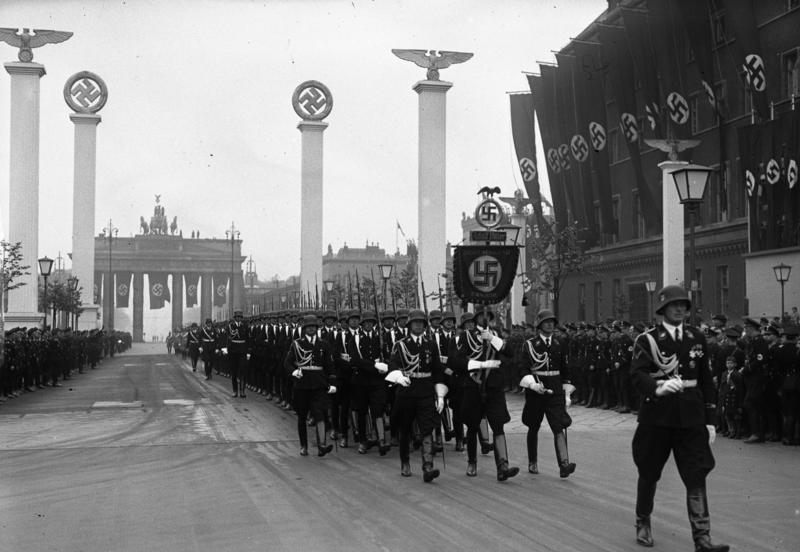
Soldati della 1. SS-Panzer-Division "Leibstandarte SS Adolf Hitler" che marciano a Berlino durante la parata

Diversi alti ufficiali pronunciarono un discorso rivolti alle proprie truppe e alla nazione. Il feldmaresciallo Erich von Manstein, ad esempio, elogiò particolarmente il Führer, chiamandolo "guida suprema delle forze armate". Alla parata parteciparono ben 23 capi di stato o ambasciatori, fra cui il nunzio apostolico Cesare Orsenigo e il presidente dello Repubblica Slovacca Jozef Tiso. Benito Mussolini scambiò invece con Hitler alcuni telegrammi di auguri, sottolineando e rimarcando la forte amicizia che legava la Germania all'Italia fascista. All'evento non partecipò alcun ambasciatore britannico, francese, polacco e statunitense, dal momento che avevano abbandonato lo stato tedesco dopo che la Germania aveva occupato la Cecoslovacchia. Infatti, il presidente degli Stati Uniti Franklin D. Roosevelt decise di non inviare nemmeno un telegramma di congratulazioni a Hitler, chiarendo le sue posizioni sul Führer. Giorgio VI, invece, inviò un telegramma di auguri verso sera, dal momento che il parlamento inglese era stato dubbioso nella decisione di mandarlo oppure no.

## Eventi commemorativi
Il 20 aprile di quell'anno fu pubblicata e distribuita in tutte le biblioteche tedesche una versione con la copertina dorata del Mein Kampf chiamata Jubiläumsausgabe. Il fotografo personale di Hitler Heinrich Hoffmann pubblicò, sempre il 20 aprile, un libro propagandistico intitolato Ein Volk ehrt seinen Führer ("Una nazione onora il suo leader"), mentre il drammaturgo Hans Rehberg scrisse un inno per celebrare tale ricorrenza. Per l'occasione, fu anche distribuito in tutte le sale cinematografiche il film Hitlers 50. Geburtstag ("Il cinquantesimo compleanno di Hitler"), un cortometraggio che diventerà uno dei simboli della propaganda nazista.

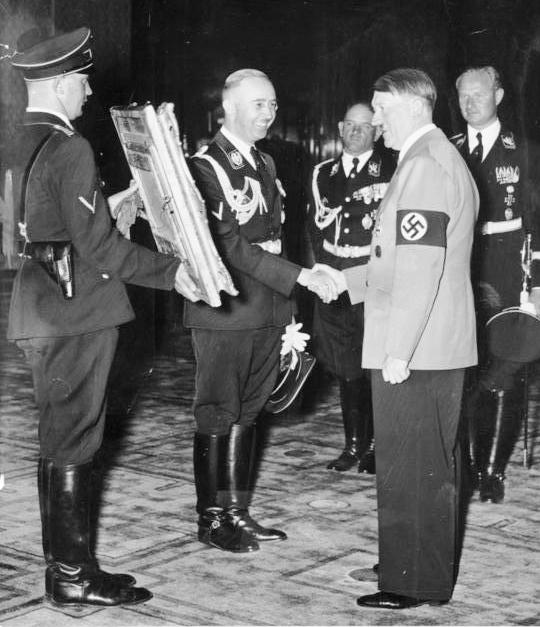
Heinrich Himmler mentre porge un regalo a Hitler

## Regali
La Libera Città di Danzica concesse a Hitler, tramite la partecipazione di Albert Forster, gauleiter del partito nazista gedanese, la cittadinanza onoraria, mentre Martin Bormann, segretario personale del Führer, regalò il Nido dell'Aquila, rifugio alpino costruito su ordine del partito nazista e situato nell'Obersalzberg. Fra gli altri regali, non si possono non citare un ritratto di Federico il Grande (figura dalla quale Hitler era sempre stato affascinato) e la produzione di una nuova birra con una bassissima gradazione alcolica (1% di alcool) distribuita a Monaco (Hitler era infatti astemio).